# Liste der Monuments historiques in Barbas
Die Liste der Monuments historiques in Barbas führt die Monuments historiques in der französischen Gemeinde Barbas auf.

## Liste der Objekte
| Bezeichnung                                     | Beschreibung                                                                                          | Standort                    | Kennzeichnung | Schutzstatus | Datum | Bild |
| ----------------------------------------------- | --- | --------------------------- | ------------- | ------------ | ----- | ---- |
| Gemälde Der heilige Lukas malt die Gottesmutter | Ölfarbe auf Leinwand, vergoldeter Holzrahmen, Mitte des 18. Jahrhunderts, Jean Girardet zugeschrieben | in der Kirche St-Luc (Lage) | PM54001227    | Classé       | 1988  |      |
| Gemälde Heiliger Nikolaus                       | Ölfarbe auf Leinwand, 1878 von Édouard de Mirbeck                                                     | in der Kirche St-Luc (Lage) | PM54001384    | Inscrit      | 1995  |      |
| Gemälde Rosenkranz                              | Ölfarbe auf Leinwand, um 1700                                                                         | in der Kirche St-Luc (Lage) | PM54001383    | Inscrit      | 1995  |      |
| Beichtstuhl                                     | Holz, 18. Jahrhundert                                                                                 | in der Kirche St-Luc (Lage) | PM54001385    | Inscrit      | 1995  |      |